# CZW World Tag Team Championship
Le CZW World Tag Team Championship (que l'on peut traduire par championnat du monde par équipe de la CZW) est un championnat par équipe de la Combat Zone Wrestling. Il fut créé le 13 février 1999.
Ce titre est défendu dans des matchs de catch le plus souvent hardcore qui sont la spécialité de la fédération.
Il y a eu un total de 53 règnes pour 66 catcheurs et 28 équipes championnes. Ce titre a également été vacant à 4 reprises.

## Historique du titre
| #  | Nom de l'équipe                                           | Règne | Date              | Durée                    | Lieu                        | Évènement                              | Notes | Réf    |
| -- | --------------------------------------------------------- | ----- | ----------------- | ------------------------ | --------------------------- | -------------------------------------- | --- | ------ |
| 1  | Jon Dahmer et Jose Rivera Jr.                             | 1     | 13 février 1999   | moins d’un jour          | Mantua (en) (New Jersey)    | Opening Night                          | Ils sont désignés comme étant les premiers champions par équipe.                                                                                                  | [ 1 ]  |
| 2  | Angel Vera et Bobby Muniz                                 | 1     | 13 février 1999   | 3 mois et 9 jours        | Mantua (en) (New Jersey)    | Opening Night                          | | [ 1 ]  |
| 3  | Heartbreaker et Mr. Motion                                | 1     | 22 mai 1999       | 28 jours                 | Mantua (New Jersey)         | May Madness                            | | [ 2 ]  |
| -  | Vacant                                                    | 1     | 19 juin 1999      | 28 jours                 | Mantua (New Jersey)         | Down in Flames                         | Le titre est retiré après un double tombé au cours d'un combat les opposant à Jon Dahmer et Midknight.                                                            | [ 3 ]  |
| 4  | Price et Shaffer                                          | 1     | 17 juillet 1999   | NC                       | Mantua (New Jersey)         | Street Fight                           | Ils battent Heartbreaker et Mr. Motion ainsi queJon Dahmer et Midknight.                                                                                          | [ 4 ]  |
| -  | Vacant                                                    | 2     | juillet 1999      | NC                       | NC                          | NC                                     | | [ 4 ]  |
| 5  | Nick Gage et Zandig                                       | 1     | 24 juillet 1999   | 2 mois et 15 jours       | Mantua (New Jersey)         | Big Mike Goad Benefit Show             | Ils battent Jon Dahmer et Lobo. | [ 4 ]  |
| 6  | Lobo (en) et T.C.K.                                       | 1     | 9 octobre 1999    | 1 mois et 11 jours       | National Park (New Jersey)  | Pain in the Rain                       | Ils remportent un match à quatre équipes les opposant à Gage et Justice Pain (en), Johnny Kashmere (en) et Robbie Mireno ainsi que Diablos Macabre et Middknight. | [ 5 ]  |
| 7  | Justice Pain (en)                                         | 1     | 20 novembre 1999  | 1 mois et 19 jours       | Mantua (New Jersey)         | The War Begins                         | Il remporte un match à handicap. | [ 6 ]  |
| 8  | Diablos Macabre et Middknight                             | 1     | 8 janvier 2000    | 28 jours                 | Sewell (en) (New Jersey)    | Bloodbath 2000                         | Ils battent Pain dans un match à handicap. | [ 4 ]  |
| 9  | Johnny Kashmere (en) et Robbie Mireno                     | 1     | 5 février 2000    | 7 jours                  | Sewell (New Jersey)         | The Night of Main Events               | | [ 7 ]  |
| 10 | Charlie Haas et Russ Haas                                 | 1     | 12 février 2000   | 3 mois et 29 jours       | Blackwood (New Jersey)      | Climbing the Ladder                    | Ils remportent un match à trois équipes comprenant aussi Diablos Macabre et Middknight.                                                                           | [ 8 ]  |
| 11 | Johnny Kashmere (2) et Trent Acid                         | 1     | 10 juin 2000      | 2 mois et 2 jours        | Sewell (New Jersey)         | Caged to the End                       | Kashmere bat Russ Haas dans un match simple. | [ 9 ]  |
| 12 | Nick Mondo et Ric Blade                                   | 1     | 12 août 2000      | 1 mois et 25 jours       | Sewell (New Jersey)         | Blood, Sweat & Violence                | | [ 10 ] |
| 13 | Wifebeater et Justice Pain (2)                            | 1     | 7 octobre 2000    | 5 mois et 28 jours       | Sewell (New Jersey)         | Rules were made to be Broken           | | [ 4 ]  |
| 14 | Nick Gage et Nate Hatred                                  | 1     | 4 avril 2001      | 3 mois et 10 jours       | Dover (Delaware)            | Payback                                | | [ 11 ] |
| 15 | The Briscoe Brothers (Jay Briscoe et Mark Briscoe)        | 1     | 14 juillet 2001   | 14 jours                 | Smyrna (Delaware)           | H8 Club: Dead?                         | | [ 12 ] |
| 16 | Johnny Kashmere (3) et Trent Acid (2)                     | 2     | 28 juillet 2001   | 20 jours                 | Sewell (New Jersey)         | What About Lobo?                       | | [ 13 ] |
| 17 | Men's Teioh et Jun Kasai                                  | 1     | 17 août 2001      | 2 jours                  | Nagoya                      | NC                                     | | [ 4 ]  |
| 18 | Johnny Kashmere (4) et Trent Acid (3)                     | 3     | 19 août 2001      | 6 mois et 18 jours       | Yokohama                    | NC                                     | | [ 4 ]  |
| 19 | Jon Dahmer (2) et Eddie Valentine                         | 1     | 9 mars 2002       | 2 mois et 2 jours        | Philadelphie (Pennsylvanie) | Out with Old in with the New           | | [ 14 ] |
| 20 | Nick Gage et Nate Hatred                                  | 2     | 11 mai 2002       | 8 mois et 28 jours       | Philadelphie (Pennsylvanie) | High Stakes                            | | [ 15 ] |
| 21 | Johnny Kashmere (5) et Trent Acid (4)                     | 4     | 8 février 2003    | 11 mois et 9 jours       | Philadelphie (Pennsylvanie) | Uncivilized                            | | [ 16 ] |
| 22 | Greg Matthews et Derek Frazier                            | 1     | 17 janvier 2004   | 2 mois et 17 jours       | Philadelphie (Pennsylvanie) | Street Fight 2K4                       | Ils remportent un match par équipe de trois avec Rebel face à Kashmere, Acid et Justin Credible.                                                                  | [ 17 ] |
| 23 | Nick Gage et Nate Hatred                                  | 3     | 3 avril 2004      | 2 mois et 9 jours        | Philadelphie (Pennsylvanie) | Retribution                            | | [ 18 ] |
| 24 | Ruckus (en) et Sabian                                     | 1     | 12 juin 2004      | 5 mois et 29 jours       | Philadelphie (Pennsylvanie) | Trifecta Challenge 2                   | | [ 19 ] |
| 25 | Chri$ Ca$h (en), JC Bailey, Nate Webb et Sexxxy Eddy      | 1     | 11 décembre 2004  | 1 mois et 25 jours       | Philadelphie (Pennsylvanie) | Cage of Death VI                       | | [ 20 ] |
| 26 | Justice Pain et Nick Gage                                 | 1     | 5 février 2005    | 5 mois et 4 jours        | Philadelphie (Pennsylvanie) | The Strong: Scarred 4 Life             | | [ 21 ] |
| 27 | Necro Butcher et Toby Klein                               | 1     | 9 juillet 2005    | 2 mois et 1 jour         | Philadelphie (Pennsylvanie) | High Stakes III: Joker's Wild          | | [ 22 ] |
| 28 | The Kings of Wrestling (Chris Hero et Claudio Castagnoli) | 1     | 10 septembre 2005 | 5 mois et 1 jour         | Philadelphie (Pennsylvanie) | Big Mutha F'N Deal                     | | [ 23 ] |
| 29 | BLKOUT (Eddie Kingston et Joker)                          | 1     | 11 février 2006   | 6 mois et 29 jours       | Philadelphie (Pennsylvanie) | Seven Years Strong: Settling the Score | | [ 24 ] |
| -  | Vacant                                                    | 3     | 9 septembre 2006  | 1 mois et 5 jours        | NC                          | NC                                     | Joker quitte la CZW | [ 4 ]  |
| 30 | The Kings of Wrestling                                    | 2     | 14 octobre 2006   | 28 jours                 | Philadelphie (Pennsylvanie) | Last Team Standing                     | Ils battent Human Tornado et Justice Pain en finale d'un tournoi dans un Last Team Standing match.                                                                | [ 25 ] |
| 31 | BLKOUT (Robby Mireno et Sabian)                           | 1     | 11 novembre 2006  | 28 jours                 | Philadelphie (Pennsylvanie) | Night Of Infamy                        | | [ 26 ] |
| 32 | Onyx et Rainman                                           | 1     | 9 décembre 2006   | 1 mois et 4 jours        | Philadelphie (Pennsylvanie) | Cage Of Death VIII                     | | [ 27 ] |
| 33 | Ruckus et Sabian                                          | 1     | 13 janvier 2007   | 7 mois et 26 jours       | Philadelphie (Pennsylvanie) | New Year ... New Opportunities         | | [ 28 ] |
| 34 | Andy Sumner et Drew Gulak                                 | 1     | 8 septembre 2007  | 1 mois et 5 jours        | Philadelphie (Pennsylvanie) | Chris Cash Memorial Show               | |        |
| 35 | Derek Frazier et Niles Young                              | 1     | 13 octobre 2007   | 1 mois et 25 jours       | Philadelphie (Pennsylvanie) | Choosing Sides                         | |        |
| 36 | Danny Demanto et Jon Dahmer                               | 1     | 8 décembre 2007   | 2 mois et 1 jour         | Philadelphie (Pennsylvanie) | Cage Of Death IX                       | |        |
| 37 | Dustin Lee et Scotty Vortekz                              | 1     | 9 février 2008    | 5 mois et 3 jours        | Philadelphie (Pennsylvanie) | 9 F'n Years                            | |        |
| 38 | Andy Sumner et Drew Gulak                                 | 1     | 12 juillet 2008   | 2 mois et 29 jours       | Philadelphie (Pennsylvanie) | A Tangled Web                          | |        |
| 39 | Beef Wellington et Greg Excellent                         | 1     | 11 octobre 2008   | moins d’un jour          | Philadelphie (Pennsylvanie) | Decision 2008                          | |        |
| 40 | Ruckus et Sabian                                          | 3     | 11 octobre 2008   | 28 jours                 | Philadelphie (Pennsylvanie) | Decision 2008                          | |        |
| 41 | Beef Wellington et Greg Excellent                         | 2     | 8 novembre 2008   | 4 mois et 6 jours        | Philadelphie (Pennsylvanie) | Night Of Infamy 7: Greed               | |        |
| 42 | Bruce Maxwell et TJ Cannon                                | 1     | 14 mars 2009      | 1 an et 27 jours         | Philadelphie (Pennsylvanie) | Total Havoc                            | |        |
| 43 | Drake Younger et Eddie Kingston                           | 1     | 10 avril 2010     | 3 mois                   | Philadelphie (Pennsylvanie) | Swingin For The Fences                 | |        |
| -  | Vacant                                                    |       | 10 juillet 2010   | 5 mois et 1 jour         | NC                          | NC                                     | À la suite du départ d'Eddie Kingston de la fédération. |        |
| 44 | BLK Jeez et Joker                                         | 1     | 11 décembre 2010  | 2 mois et 1 jour         | Philadelphie (Pennsylvanie) | Cage Of Death XII                      | |        |
| 45 | The Briscoe Brothers (Jay Briscoe et Mark Briscoe)        | 3     | 12 février 2011   | 3 mois et 2 jours        | Philadelphie (Pennsylvanie) | Twelve: Anniversary                    | |        |
| 46 | BLK Jeez et Joker                                         | 2     | 14 mai 2011       | 5 mois et 29 jours       | Philadelphie (Pennsylvanie) | Proving Grounds                        | |        |
| 47 | Azrieal et Bandido Jr.                                    | 1     | 12 novembre 2011  | 8 mois et 30 jours       | Philadelphie (Pennsylvanie) | Night Of Infamy X - Ultimatum          | |        |
| 48 | Devon Moore et Lucky 13                                   | 1     | 11 août 2012      | 2 mois et 2 jours        | Voorhees (New Jersey)       | A Tangled Web V                        | |        |
| 49 | Azrieal et Bandido Jr.                                    | 2     | 13 octobre 2012   | 1 mois et 25 jours       | Voorhees (New Jersey)       | Cerebral 2012                          | |        |
| 50 | Danny Havoc, Devon Moore et Lucky 13                      | 1     | 8 décembre 2012   | 2 mois et 1 jour         | Voorhees (New Jersey)       | Cage Of Death 14                       | |        |
| 51 | Dustin Rayz et Eric Ryan                                  | 1     | 9 février 2013    | 1 mois et 27 jours       | Voorhees (New Jersey)       | 14th Anniversary Show                  | |        |
| 52 | BLK Jeez et Ruckus                                        | 4     | 5 avril 2013      | 9 mois et 6 jours        | Secaucus (New Jersey)       | CZW at WrestleCon                      | |        |
| 53 | Alex Reynolds et John Silver                              | 1     | 11 janvier 2014   | 3 mois et 16 jours       | Voorhees (New Jersey)       | Answering The Challenge                | |        |
| 54 | David Starr et JT Dunn                                    | 1     | 27 avril 2014     | 5 mois                   | Providence (Rhode Island)   | CZW To Infinity                        | |        |
| 55 | Dave Crist et Jake Crist                                  | 1     | 27 septembre 2014 | 9 mois et 14 jours       | Dayton (Ohio)               | Deja Vu 2014                           | |        |
| 56 | Bill Carr et Dan Barry                                    | 1     | 11 juillet 2015   | 5 mois et 1 jour         | Philadelphie (Pennsylvanie) | New Heights 2015                       | |        |
| 57 | BLK Jeez et Pepper Parks                                  | 1     | 12 décembre 2015  | 5 mois et 2 jours        | Voorhees (New Jersey)       | Cage Of Death XVII                     | |        |
| 58 | Dan Maff et Monsta Mack                                   | 1     | 14 mai 2016       | 6 mois et 26 jours       | Voorhees (New Jersey)       | Prelude to Violence 2016               | |        |
| 59 | EYFBO (Angel Ortiz et Mike Draztik)                       | 1     | 10 décembre 2016  | moins d’un jour          | Voorhees (New Jersey)       | Cage of Death 18                       | |        |
| 60 | Dezmond Xavier et Zachary Wentz                           | 1     | 10 décembre 2016  | 5 mois et 15 jours       | Voorhees (New Jersey)       | Cage of Death 18                       | |        |
| 61 | Chris Brookes et Mondai Lykos                             | 1     | 25 mai 2017       | 6 mois                   | Birmingham Royaume-Uni      | Lucha Forever Catch me Outside         | |        |
| 62 | Dezmond Xavier et Zachary Wentz                           | 2     | 25 novembre 2017  | 14 jours                 | Sheffield Royaume-Uni       | SWE Ill Manors 2017                    | |        |
| 63 | Dave McCall et Nate Carter                                | 1     | 9 décembre 2017   | 8 mois et 30 jours       | Sewell (New Jersey)         | Cage of Death 19                       | |        |
| 64 | BLK Jeez et Ruckus                                        | 5     | 8 septembre 2018  | 3 mois et 1 jour         | Voorhees (New Jersey)       | Down With the Sickness 2018            | |        |
| 65 | Dave McCall et Nate Carter                                | 2     | 9 décembre 2018   | 6 ans, 3 mois et 5 jours | Philadelphie (Pennsylvanie) | Cage of Death 20                       | |        |